# Železniční trať Tel Aviv – Ra'anana

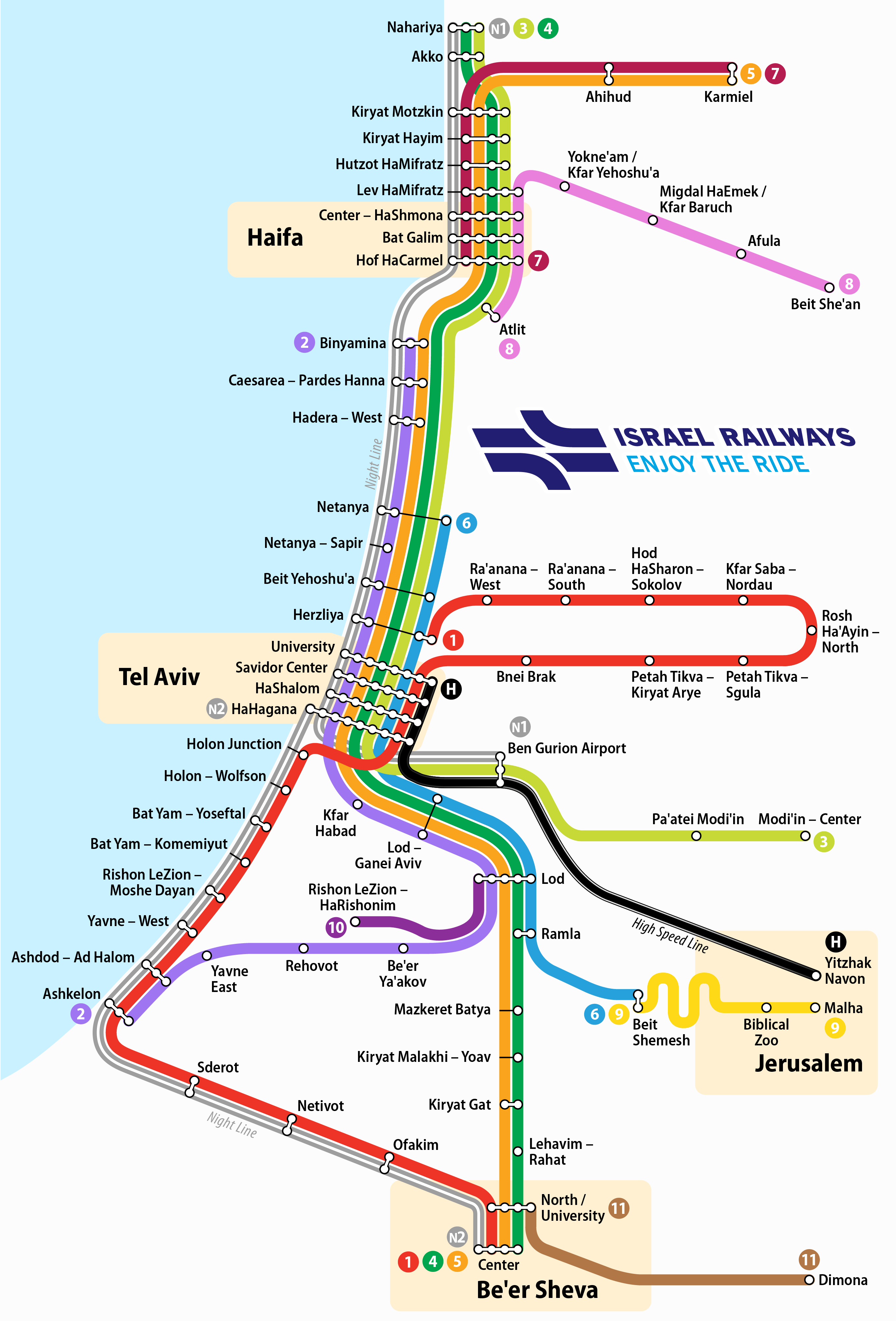
Mapa linkového vedení izraelských drah k roku 2018, trať Tel Aviv-Ra'anana (tehdy končila ještě ve městě Hod ha-Šaron) představuje horní (pravou) část červené linie

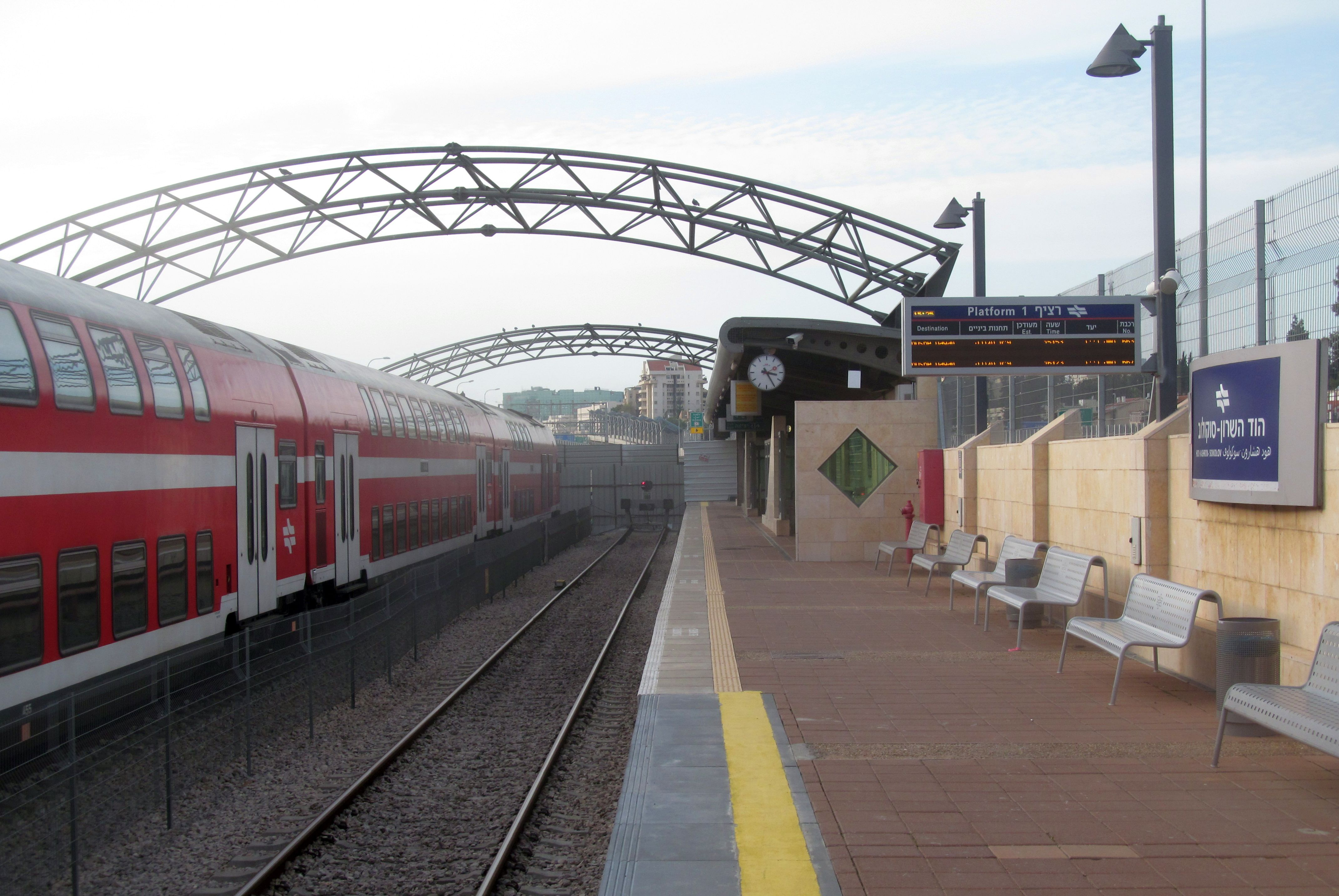
Železniční stanice Hod ha-Šaron Sokolov

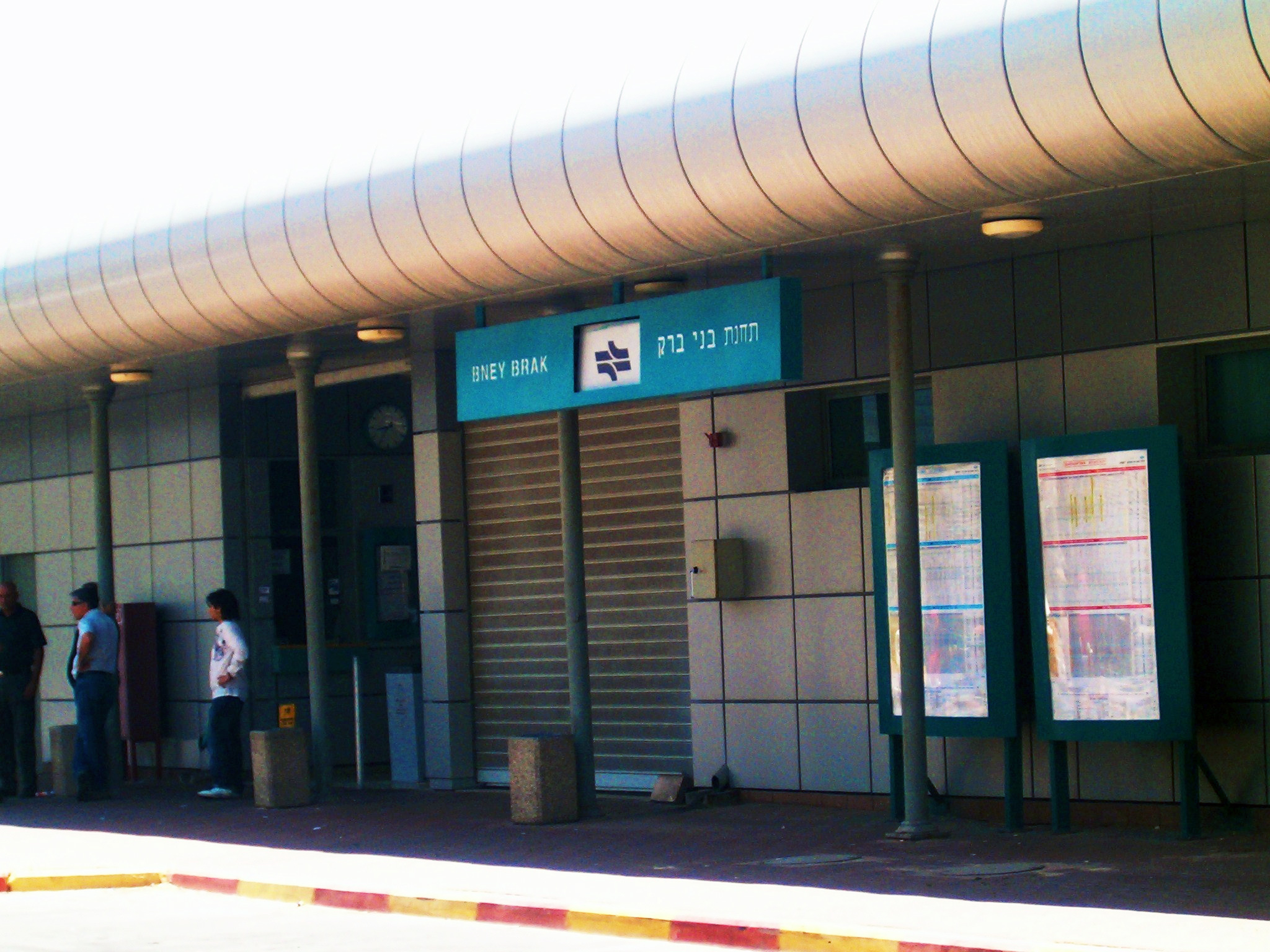
Železniční stanice Bnej Brak

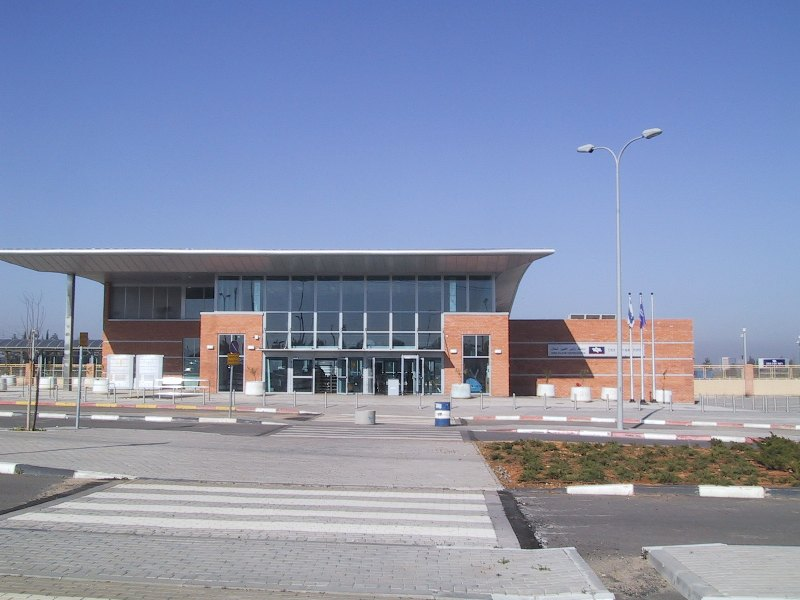
Železniční stanice Roš ha-Ajin cafon

Železniční trať Tel Aviv – Ra'anana je železniční trať v Izraeli, která začíná ve městě Tel Aviv a vede pak do severovýchodní části aglomerace Tel Avivu do města Ra'anana. V užším vymezení jde o nový úsek, který od východu zabíhá do severní části aglomerace Tel Avivu (též nazývána Šaronská trať).

## Dějiny
Vznikla postupným vývojem a spojením několika železničních úseků budovaných postupně během 20. a 21. století. Koncem 40. let 20. století byla jedinou spojnicí Tel Avivu a města Haifa na severu Izraele východní železniční trať vedoucí po východním okraji pobřežní nížiny do města Chadera. Roku 1949 byla otevřena Železniční stanice Bnej Brak, tehdy nazývaná železniční stanice Tel Aviv ha-cafon (Tel Aviv-sever), která byla na tuto východní trať napojená prostřednictvím krátké východozápadní spojky a přiváděla vlakovou dopravu na východní okraj Tel Avivu. Po výstavbě pobřežní železniční trati mezi Tel Avivem a Chaderou přes město Netanja ovšem role této stanice klesla, stejně jako celé východní železniční tratě. Provoz na ní byl omezován a koncem 20. století byla dokonce dočasně zcela uzavřena. V roce 2000 byla nově otevřena, nyní jen jako krátká východozápadní trať mezi Tel Avivem a městy Bnej Brak, Petach Tikva a Roš ha-Ajin. Končila v železniční stanici Roš ha-Ajin darom. V roce 2003 byla protažena k severu podél zachovalého úseku bývalé východní železniční trati a zaústěna po zcela novém úseku k severozápadu, do železniční stanice Kfar Saba Nordau. V roce 2008 následovalo prodloužení do železniční stanice Hod ha-Šaron Sokolov, během následující dekády byla trať protažena do města Ra'anana a v plánu je další rozšíření k západu, až do města Herzlija, čímž by se trať napojila na pobřežní železniční trať a vytvořila tak železniční okruh obsluhující severní a severovýchodní část aglomerace Tel Avivu.
Nejnovější část trati od Roš ha-Ajin do Ra'anany (a s výhledem prodloužení do Herzlije) se nazývá též Šaronská trať (mesilat ha-Šaron). Jde o jednu z hlavních investic do železniční infrastruktury v Izraeli v prvních dvou dekádách 21. století. Jejím cílem se obsluhovat severní část aglomerace Tel Avivu, dramaticky snížit dojezdové časy a tím zmírnit nápor individuální dopravy.

## Seznam stanic
V současnosti jsou na železniční trati Tel Aviv-Ra'anana následující stanice:
- železniční stanice Tel Aviv Savidor Merkaz
- železniční stanice Telavivská univerzita
- železniční stanice Bnej Brak
- železniční stanice Petach Tikva Kirjat Arje
- železniční stanice Petach Tikva Sgula
- železniční stanice Roš ha-Ajin Cafon
- železniční stanice Kfar Saba Nordau
- železniční stanice Hod ha-Šaron Sokolov
- železniční stanice Ra'anana darom
- železniční stanice Ra'anana ma'arav

Poznámka: uvedený seznam zachycuje jen fyzickou posloupnost stanic na trase mezi Tel Avivem a Hod ha-Šaron bez ohledu na faktické pojíždění jednotlivých spojů, které mohou zahrnovat i jiné trati

## Zrušené stanice
- železniční stanice Roš ha-Ajin darom (zrušena roku 2003 po výstavbě železniční stanice Roš ha-Ajin Cafon)